# Federal Style

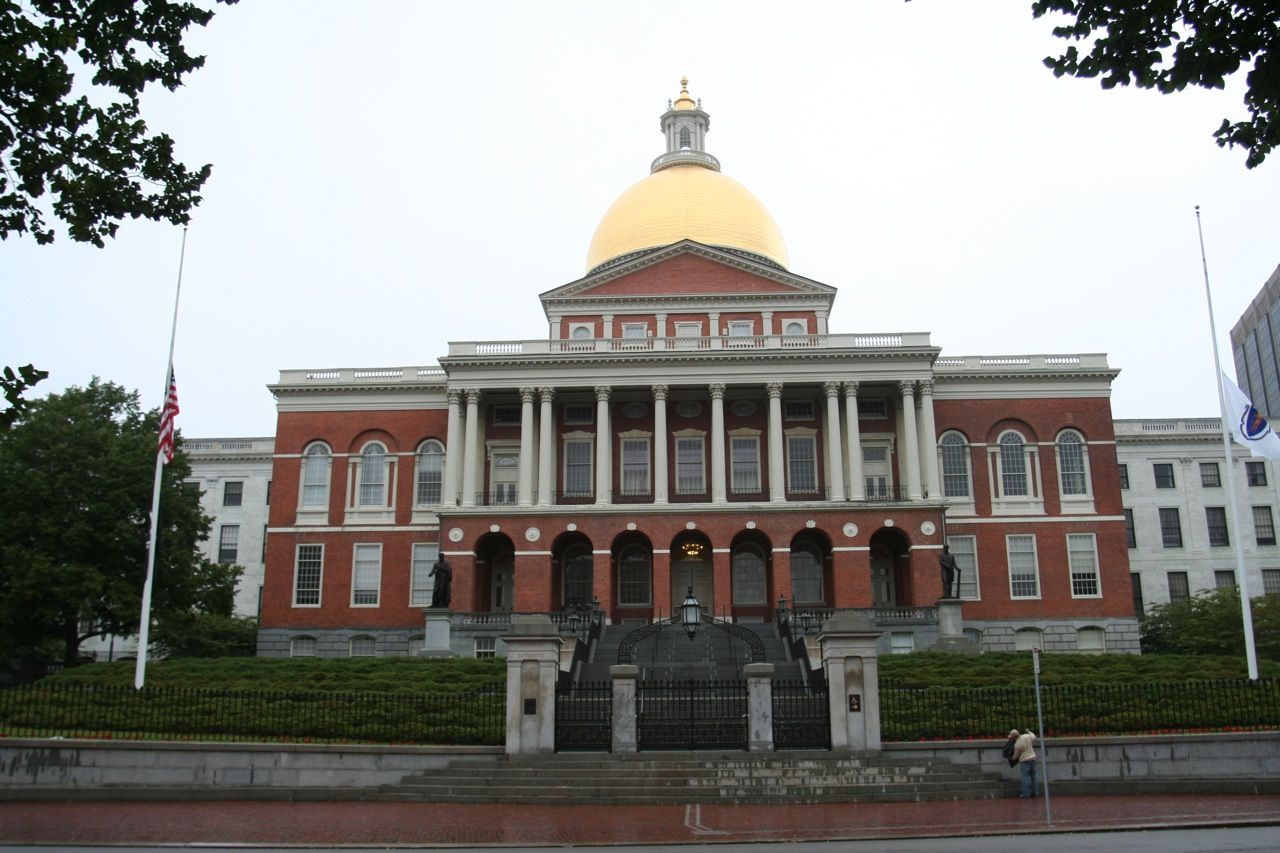
Massachusetts State House – Frühwerk des Charles Bulfinch von 1798

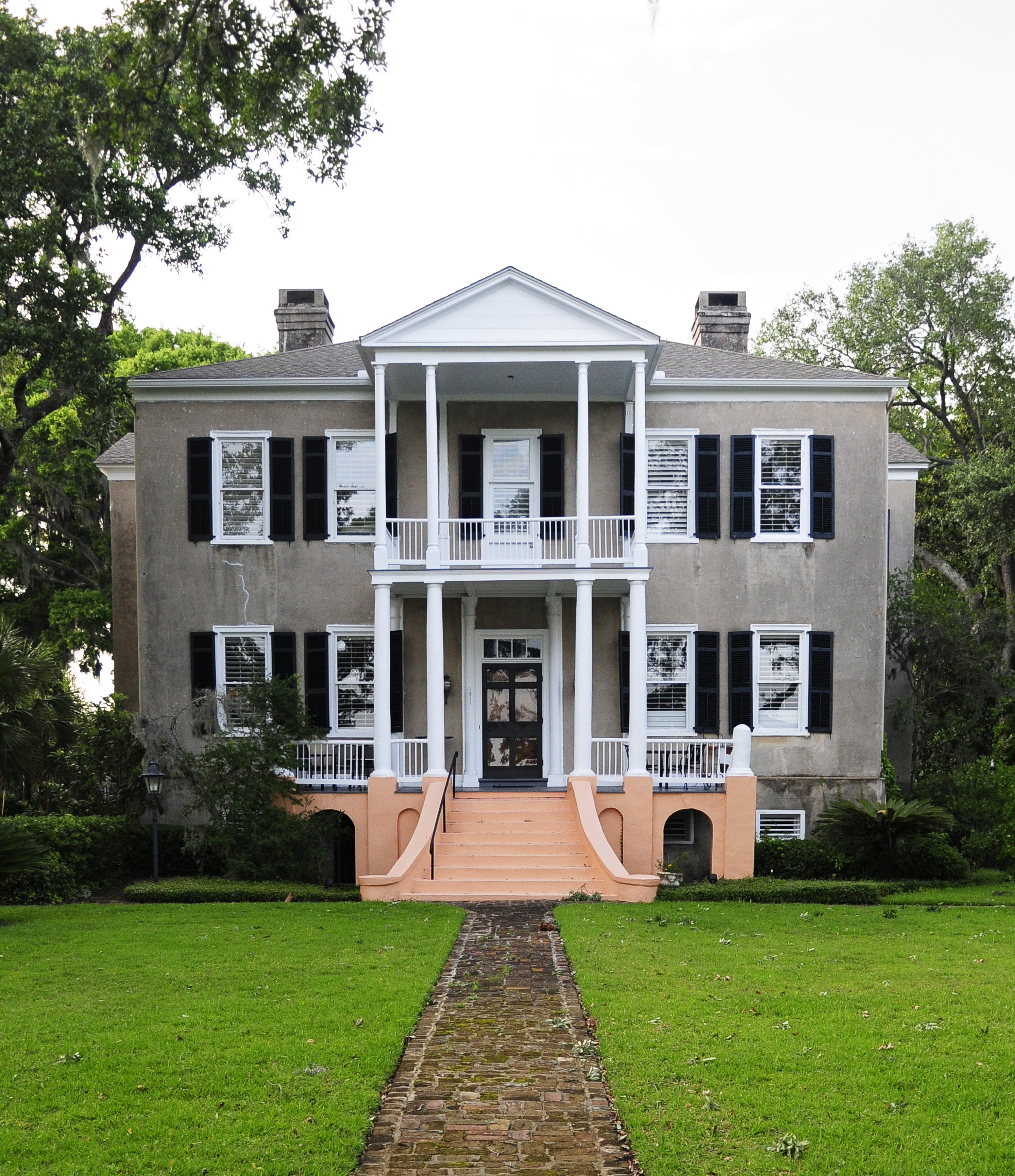
Thomas Fuller House in Beaufort (South Carolina), ca. 1786

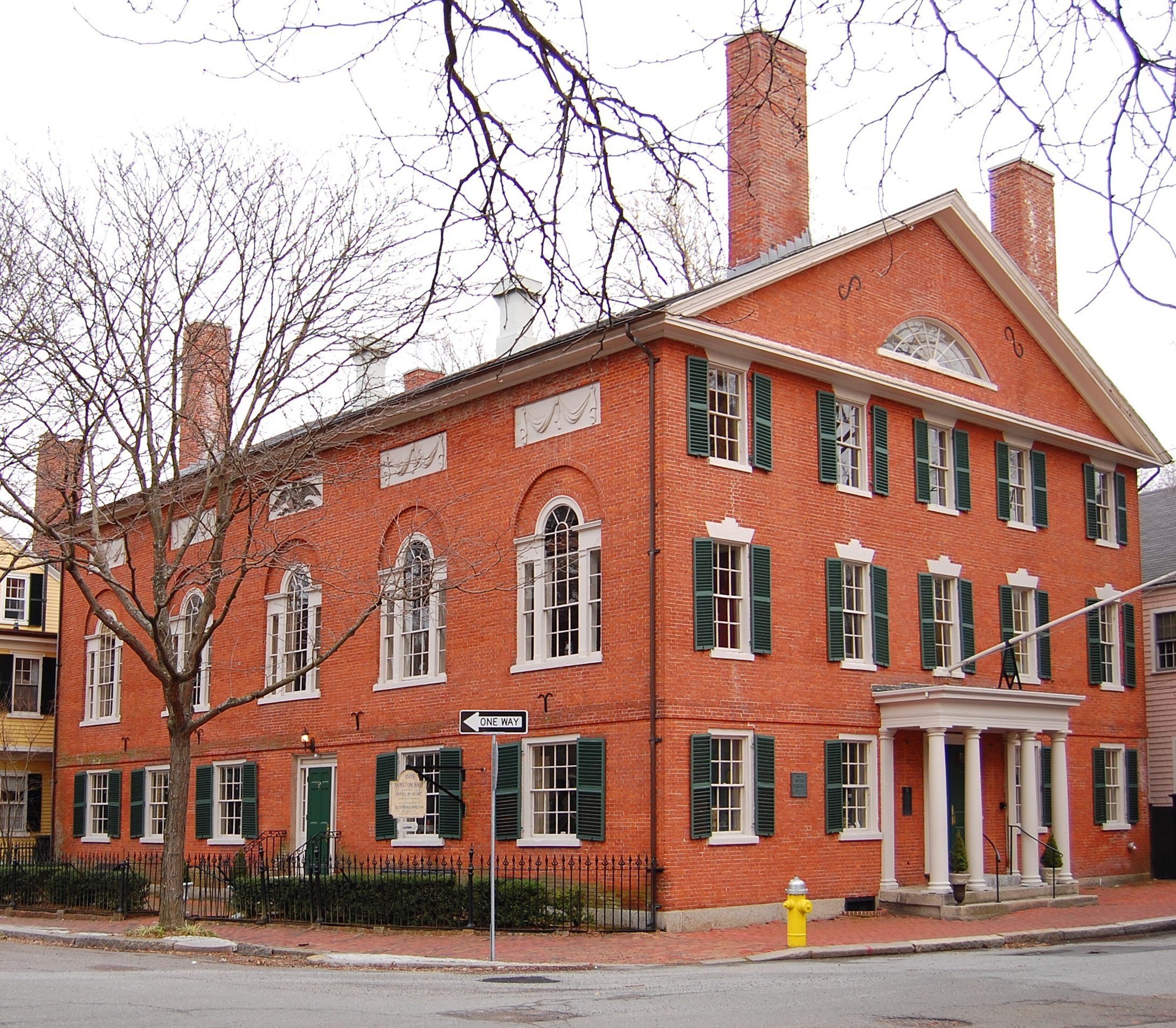
Hamilton Hall, Salem (Massachusetts), 1805–07 von Samuel McIntire erbaut

Der Federal Style ist eine Richtung in Architektur und Design, die Ende des 18. Jahrhunderts in den Vereinigten Staaten von Amerika entwickelt wurde. Die Periode dauerte etwa von 1780 bis 1830, wobei die Jahre 1785 bis 1815 prägend sind.
Nach der Unabhängigkeit änderte sich hauptsächlich im Bereich der Architektur und des Möbeldesigns der Formenschatz des Georgianischen Kolonialstils des 18. Jahrhunderts. Angeregt vom europäischen Klassizismus wurde eine klare Formensprache entwickelt. Den Gründervätern der jungen Republik, die den Staat nach dem Vorbild der griechischen und römischen Republiken zu gestalten gedachten, kam der Stil, der eine Rückbesinnung auf die Formensprache der Antike mit sich brachte, sehr gelegen. Die Rezeption der griechischen Antike hatte der in Rom lebende Kunsthistoriker Johann Joachim Winckelmann mit seinen Forschungen und Publikationen bewirkt. Der Aufklärer Winckelmann stellte dem römischen Despotismus die griechische Demokratie gegenüber. Im angelsächsischen Sprachraum nennt man diese Richtung des Klassizismus daher auch Greek Revival.
Der Federal Style gehört zu der architektonischen Abkehr vom Barock, die in Großbritannien unter dem Namen Georgian Style bekannt ist und nach Robert Adam auch als Adamesque bezeichnet wird. Typisch für den Federal Style sind Darstellungen des Adlers, weitere kennzeichnende Elemente sind:
- flaches oder nur leicht geneigtes Dach,
- Fassade ohne Zierelemente,
- elliptisches oder halbrundes Oberlicht über der Eingangstür, oftmals verbunden mit weiteren Zierelementen im Türbereich,
- Simse mit einfachen Schmuckelementen,
- Fenster werden durch vertikale und horizontale Elemente unterteilt,
- Vorherrschen geometrischer Elemente.

Architekten dieses Stils waren Charles Bulfinch und Samuel McIntire; ein bedeutender Bauherr, der auch persönlich Entwürfe zeichnete (etwa für das ab 1785 erbaute Virginia State Capitol), war Thomas Jefferson, der Verfasser der Unabhängigkeitserklärung, Gouverneur von Virginia und spätere dritte US-Präsident. Emblematisch war auch das ab 1792 als Residenz des ersten Präsidenten George Washington errichtete Weiße Haus in Washington D.C. 
Ähnlich dem republikanisch motivierten Federal Style entwickelte sich in Frankreich nach der Französischen Revolution ab 1795 der Directoire-Stil, der Aufklärungs- und Revolutionssymbolik in die Dekorationskunst einführte. Er wurde ab 1803 vom napoleonischen Empire-Stil abgelöst, der sich an Vorbildern der Römischen Kaiserzeit orientierte.
In den Südstaaten entwickelte sich dann die Antebellum-Architektur, die bis zum Sezessionskrieg 1861 fortwirkte und das Greek Revival ebenso einschloss wie ab etwa 1840 historistische Strömungen (wie Tudor Revival und Italianate).